# مجلة علم الآثار المصرية
مجلة علم الآثار المصرية (JEA) هي مجلة أكاديمية دولية نصف سنوية تُراجَع مقالاتها، وتصدر عن جمعية استكشاف مصر. تغطي أبحاث علم المصريات، وتنشر مقالات علمية وتقارير ميدانية ومراجعات للكتب في علم المصريات. تُنْشَر المقالات بشكل أساسي باللغة الإنجليزية، وأحيانًا باللغة الألمانية أو الفرنسية.
أنشأ جمعية استكشاف مصر المجلة عام 1914. وكان من ضمن محرريها العديد من علماء المصريات البارزين، كـ آلان جاردنر (1916–21 ، 1934 ، 1941-46). إريك بييت (1923-1934) وباتيسكومب جان (1935-1939).

## روابط خارجية
- الموقع الرسمي
- فهرس عناوين المقالات القابل للبحث (1992-1999)